# Colcord
Pour l’article homonyme, voir Colcord (Virginie-Occidentale).
La ville de Colcord est située dans le comté de Delaware, dans l’État de l’Oklahoma, aux États-Unis. Sa population s’élevait à 815 habitants lors du recensement de 2010, estimée à 834 habitants en 2018.

## Source
- (en) Cet article est partiellement ou en totalité issu de l’article de Wikipédia en anglais intitulé « Colcord, Oklahoma » (voir la liste des auteurs).